# Faipari toldás
A faiparban használt toldások olyan fakötések, melyek segítségével a megmunkált faanyagok szélességét, hosszúságát, vagy merevségét tudjuk növelni. A toldás ereje függ a kötés fajtájától, a megmunkálás minőségétől és a ragasztástól.

## Fajtái
- Szélesítő
  - Egyenes élű illesztés
  - Egyenes élillesztés aljazással
  - Egyenes élillesztés saját csappal
  - Egyenes élillesztés idegen csappal
- Hosszabbító
  - Bütüs illesztés
  - Rálapolások
  - Hosszabbítótoldások saját és külön csappal
- Merevítő
  - Fejelőlécek
  - Hevederléc

## Rálapolások
Két tömörfa anyagot ellentétes oldalon fél anyagvastagságra lapolunk, az érintkező bütüket 45 fokos szögben illesztjük, ezzel is növelve a ragasztási felületet.

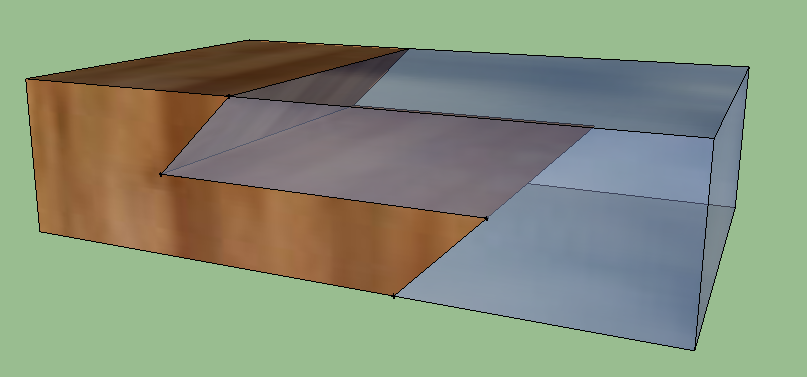
Rálapolás